# Mouna Traoré
 Mouna Traoré  est une actrice canadienne.

## Biographie
Elle débute jeune au théâtre, elle obtient un diplôme de l'École des arts d'Etobicoke et termine un baccalauréat en arts et sciences à l'Université de Toronto.

## Filmographie

### Film
| Année | Film                  | Rôle    | Notes      |
| ----- | --------------------- | ------- | ---------- |
| 2016  | The Choir             | Mouna   | Short Film |
| 2016  | Manhattan Undying     | Heather |            |
| 2015  | Muna                  | Muna    | Short Film |
| 2014  | All of Me             | Melis   | Short Film |
| 2013  | Carrie : La Vengeance | Erika   |            |
| 2013  | Home Away             | Sabrina | Short Film |

### Télévision
| Année     | TV Show                                       | Rôle           | Notes                           |
| --------- | --------------------------------------------- | -------------- | ------------------------------- |
| 2020      | Self Made                                     | Esther         |                                 |
| 2018      | Condor                                        | Iris Loramer   | 1ère saison                     |
| 2017      | Ransom                                        | Kim Newham     | Épisode : Grand Slam            |
| 2015-2018 | Les Enquêtes de Murdoch (Murdoch Mysteries)   | Rebecca James  | Saisons 9, 10, 11 (29 épisodes) |
| 2016      | Shadowhunters: The Mortal Instruments         | Midori         | 2 épisodes                      |
| 2015      | Hemlock Grove                                 | Ali            | 4 épisodes                      |
| 2015      | The Book of Negroes                           | Rosetta        | mini-série télévisée            |
| 2014      | Beauty and the Beast                          | Hannah         | Épisode : La Parenthèse         |
| 2012      | Rookie Blue                                   | Crystal Markes | 5 épisodes                      |
| 2011      | Les Vies rêvées d'Erica Strange (Being Erica) | Manequin       | Épisode : Purim                 |
| 2011      | Connor Undercover                             | Donna          | Épisode : Deadly Lipgloss       |
| 2009-2010 | Majority Rules!                               | Serena Balfour | 9 épisodes                      |
| 2010      | Cra$h & Burn                                  | Ruby           | 2 épisodes                      |
| 2009      | Da Kink in My Hair                            | Essence        | Épisode : Forced Ripe Mango     |

### Production
| Année | Film      | Position                   | Notes      |
| ----- | --------- | -------------------------- | ---------- |
| 2015  | Adorn     | Producer, Director, Writer | Short Film |
| 2014  | All of Me | Producer, Writer           | Short Film |